# Nathan Hartono
Nathan Hartono (ur. 26 lipca 1991 w Singapurze) – indonezyjsko-singapurski piosenkarz i aktor.

## Dyskografia
Albumy studyjne
- 2006: LET ME SING! Life, Love and All That Jazz[3]
- 2007: Feeling Good with Nathan Hartono[4]
- 2009: Realise[5]

EP-ki
- 2012: Nathan Hartono[6]

Single
- 2011: „Terlanjur Sayang”
- 2012: „I’ll Be Home For Christmas”
- 2012: „Layu Sebelum Berkembang”[7]
- 2013: „Thinkin Bout Love”
- 2015: „Pasti Ada Jawabnya”
- 2016: „Electricity”[8]
- 2018: 爱超给电[9]
- 2019: 解谜[10]

Ścieżki dźwiękowe
- 2012: Layu Sebelum Berkembang – ścieżka dźwiękowa do indonezyjskiego filmu Langit Ke 7